# Quintana de Can Noguera
La Quintana de Can Noguera és la quintana de la masia de Can Noguera, del poble de Bigues, en el terme municipal de Bigues i Riells, al Vallès Oriental.
Està situada al costats sud de la masia de Can Noguera i al nord de la de Can Feliu. És a la dreta del Tenes; el torrent de Can Feliu travessa aquesta quintana, on es perd el seu curs. A l'extrem nord-oest de la quintana hi ha la masia de Can Noguera i la capella de la Mare de Déu de Montserrat de Can Noguera. La seva continuïtat cap al sud és la Quintana de la Torre.